# ザ・BINGOスター
『ザ・BINGOスター』（ザ・ビンゴスター）は、テレビ東京系列局ほかで放送されていたテレビ東京とイースト製作のゲームバラエティ番組である。テレビ東京系列局では1996年4月19日から1997年3月21日まで、毎週金曜 22:00 - 22:54 （日本標準時）の1時間生放送。

## 概要
視聴者が当時街頭での配布や雑誌、番組からの取り寄せなどで入手できた「ビンゴカード」を使い、テレビを見ながらビンゴに参加するという視聴者参加型番組。
賞金や賞品の上限額が1996年に1000万円にまで引き上げられたのを受け、直前の時間帯に放送されていた『決戦!クイズの帝王』と同様に、ビンゴゲームでは自動車や海外ペア旅行などの高額賞品をプレゼントしていた。
基本的には、スタジオに設けられた巨大ルーレットによる抽選でビンゴの数字を決定。ビンゴの列が縦、横、または斜めに1列揃えばカードに書かれた番号に電話をし、成立を番組に知らせる。成立者の中からコンピュータ抽選（「シャッフル」と呼ばれたスロット式）で選ばれた1人は番組から当選の電話が繋げられ、豪華賞品を賭けたゲームに挑む。抽選に外れた場合でも、その回のビンゴ成立者には全員商品券（途中から番組オリジナルテレホンカード）が贈られた。途中からビンゴカードを持っていなくても参加できる、現金や賞品を賭けてのダーツゲームも行われるようになった。
この番組の開始以後1999年9月まではテレビ東京系金曜夜10時枠は博報堂の買い切り番組だった。

## 出演者
- キャプテン/ヒロミ - この番組内でダーツを投げて視聴者の賞品獲得の成否を決めるコーナーがあったため、『新・ボキャブラ天国』では「日本一ダーツの上手い芸能人」として「ご指名ダーツ」のプレイヤーにされていた。
- サブキャプテン/鈴木紗理奈
- ナビゲーター/小島嵩弘
- ナレーター/山本百合子
- ゲストは当初「クルー」と呼ばれていた（スタジオのセットが宇宙船という設定だったため）。

## ビンゴナンバーの抽選
運命を決めるビンゴナンバーは1 - 25がランダムに並ぶルーレットに緑色のボールを投入し、入ったところの数字に決まる。その日の最初の1ゲームは「1stビンゴ」と呼ばれ、以下2nd、3rdと続く。初回では5球シュートしていたが1stビンゴで成立者が1人しか居なかったため、次の週からはしばらくの間6球シュートしていた。9月頃に再び5球シュートに戻った。

## シャッフルで選ばれた人が挑戦するゲーム

### 第1期
- まずシャッフル当選者は、当選したその時点で賞品を獲得。その後、番組から出されるゲームにクリアすれば、毎回あるテーマに沿った賞品→海外ペア旅行（行き先は当選者が選択できる）→自動車と、賞品が追加されていく。

#### 何のことでSHOW
- あるお題に対してゲストが連想するものをそれぞれ書く。
- 当選者は何人かゲストを指名。指名された人のみ、自分の回答を見せる。
- オープンした回答から連想されるお題は何かを当てればクリア。

#### 16マスしりとり
- ゲストがリレーで、テーマに沿った単語でしりとりを行う。
- ゲストは16マス（4×4）に分割されたボードの左上のマスから、渦巻状に単語を1文字ずつ書き込んで、1分以内に16マスをちょうど埋めることができればクリア。
- 当選者は、何を埋めたら良いのかをゲストに教えてもかまわない。

#### ムニャムニャを合わせろ！
- まずはお題として、一部が「ムニャムニャ」で伏せられた文章が出題される。
- ゲストがムニャムニャに当てはまる言葉を各自答える。当選者はゲストを1人指名して、そのゲストが埋めた言葉を当てることができればクリア。

#### ビンゴ爆弾
- 自動車を賭けたゲーム。
- B・I・N・G・Oの5個のスイッチから1個を選択。選ばれたスイッチが押されて、車のミニチュアが出てきたら成功で、自動車獲得。炭ガスが噴き出た場合はハズレ。
- 初期は失敗しても、その時点で獲得している賞品が贈られた。後に、失敗した場合はその当選者の賞品が全て没収され、次のビンゴにキャリーオーバー（持ち越し）されるようになった。
- 第1期の末頃では、その日のビンゴ成立者全員の中からシャッフルで1名を選び、その人が没収された賞品全部＋自動車を賭けてビンゴ爆弾を挑む「スペシャルチャレンジ」というコーナーがあった。

### 第2期（アップアップルーレット）
- 第1期同様、シャッフル当選者にはその時点で賞品が贈られる。そして、スタジオの巨大ルーレットを用いたルーレットゲームに挑戦。
- 最初に「ビンゴ!」の掛け声で、1球目（水色のボール）をシュートして基準となる数字を決定。但しゲームのルール上、1球目でいきなり25に入れた場合は、その時点で終了。
- そして、2球目（黄色のボール）をシュートして1球目よりも大きい数字に入れられたら、「1UP賞」として4種類の賞品から1品を選んで獲得。1球目の数字以下（同数も含む）に入れてしまった場合にはアウトで、賞品は没収される。
- さらに、3球目（赤色のボール）をシュートして2球目より大きい数字に入れられたら、「2UP賞」として海外ペア旅行（行き先は当選者が選ぶことができ、さらに途中から現金10万円のお小遣いも加えられた）も獲得。なお、3rdビンゴでの2UP賞は海外ペア旅行ではなく自動車に変わる。当然ながら2球目の数字以下（同数も含む）に入れてしまった場合にはアウトとなり、賞品は全て没収される。
  - シュート時のBGMは、映画『ターミネーター2』のサントラ「TANKER CHASE」
- 没収された賞品は、次のビンゴにキャリーオーバーされる。
- 途中でゲームを降りて賞品を確保することも可能。

### 第3期
- オープニングに、通常のビンゴに先駆けてテレゴングを用いた3択クイズを出題。ゲストに関する問題が出題され、正解者の中からシャッフルで選ばれた1名が賞品を獲得。
- 通常のビンゴで行われるゲームは、有名人顔当てクイズ。まず、その回で一発正解できれば獲得できる賞品が3種類登場。ビンゴ報告の受付時間中に、ゲストにクイズが3 - 4問出題される。パネルは8分割されており、1問正解する度に、1番から番号順に1枚ずつパネルがめくられる。
- 受付時間の終了後、シャッフルで1名を抽選。当選した1名は、残ったパネルの中から好きな1枚を選んでめくり、誰の顔写真か当てることができれば3品全て獲得。
- 間違えた場合にはもう一度だけチャンスが与えられる。さらに1枚パネルを選んでめくり、そこで正解すれば登場した賞品の中から1品だけ獲得。そこでも間違えた場合は、賞品無し。

### 第4期
- この時期は、1回のビンゴで2名、シャッフルで挑戦者を抽選。
- 前半は、簡単なゲーム（2人のゲストがゲーム対決をしてどちらが勝つのかを予想、トランプを代理で引いてもらい、ゲストよりも大きな数字を出す等）を行い、成功すれば賞品獲得。失敗した場合には、次の挑戦者に賞品がキャリーオーバーされる。
- 毎回オープニングで、12列の中から1列に「ラッキーライン」が設定され、当選者がその列でビンゴしていた場合は、ゲームを免除されて、自動的に賞品を獲得。そしてラッキーダーツに挑戦。「当たり」（12分の3）に命中すれば、自動車も獲得。
- 後半は、「シークレットビンゴ」。ここではヒロミやゲストとジャンケンで勝負。勝てば5個のカプセルから1個を選んで、出てきた賞品を獲得。
  - 毎回必ず1つには“ハズレ”としてテレホンカードが入っていた。

## ダーツゲーム
- スタート当初は、ビンゴカードを持っていなくても参加できる「テレフォンビンゴ」というコーナーの賞金獲得ゲームとして行われていた。
  - 「テレフォンビンゴ」は、毎週放送日の午後3時頃から専用ダイヤルでエントリーを受付（プッシュ回線限定）。音声ガイドに従って1 - 9を重複しない様に入力して、3×3マスのミニビンゴカードを作成してエントリー。番組の終盤で3つの数字を抽選して、その3つが当日発表された指定の一列に並んでいればビンゴ成立。成立者の中から抽選で選ばれた人が1名ずつ、次々とビンゴダーツに挑戦した。
- 番組が開始されてから約2か月で「テレフォンビンゴ」は廃止され、以降は4thビンゴの成立者がビンゴダーツに挑んだ。
- 基本ルールは、回転している的に向かって「ビンゴ！」の掛け声で矢を発射。赤い部分に命中すれば成功となる。

### 第1期
- 6分の5→6分の4→6分の3→6分の2→6分の1と、徐々に赤い部分が減っていく5つの的を全てクリア（パーフェクト達成）すれば賞金GET。
- 賞金は20万円からスタート。1人失敗する度に賞金額が5万円ずつ増えて行き、最高200万円まで賞金が上がっていく。賞金獲得者が出た時点で、賞金額は20万円に戻るが、パーフェクト達成者が現れなかったため、ルールが下記の様に改正された。

### 第2期
- 的は第1期と同じだが、賞金方式が変更された。
- 的を1つクリアするごとに2万円→4万円→8万円→30万円（後に20万円に変更）と賞金額が増えていき、最後の5番目の的（6分の1）を成功すれば150万円獲得。失敗したら、どの段階でも賞金は没収される。
  - 途中で降りて、その時点の賞金を獲得しても良い。
- 後に4番目・5番目の的には「ヒロミSP」として、赤い部分が1か所ずつ追加されていった。
- 「ヒロミSP」導入後の8月9日放送分でパーフェクト達成者が出る。

### 第3期
- 番組終盤に、ヒロミとゲストがゲーム対決。視聴者は、誰が勝つかをテレゴングで予想する。
- 予想的中者の中から抽選で選ばれた人がダーツに挑戦。
- 挑戦者（「100万円」が3分の1、「車」が8分の1）とゲスト2人（「100万円」が4分の1、「車」が5分の1強）が交互にダーツを行い、「100万円」もしくは「車」と書かれている部分に命中する度に、チャレンジの的にその賞品のシールが貼られていく。（「100万円」・「車」、両方共16分の1ずつ）。
  - 最後に挑戦者がチャレンジの的に矢を発射し、賞品名が書かれたシールの部分に当たれば、その賞品を獲得。

### 第4期
- ゲームを「テレゴングビンゴ」で固定。26 - 50を使った5×5のビンゴで、ヒロミとゲスト2人が勝負する。
- 第3期同様、テレゴングで誰が勝つかを予想し、予想的中者の中から抽選で選ばれた人がダーツに挑戦。
- ダーツの的が、チャレンジを含めて3つになり、まずはゲスト2人が矢を発射し、その結果でチャレンジの的の内容が決まる。
  - 「100万円」が6分の1、「車」（自動車）が4分の1、「海外旅行」が3分の1。なお、「海外旅行」のシールは16分の2の大きさで、他の賞品の倍の広さになっている。
- ゲストのダーツが終わったら、最後に挑戦者がチャレンジの的に挑んで、賞品名が書かれたシールの部分に当たれば、その賞品を獲得。
  - 末期には、予めチャレンジに「福袋」シールが貼られており、「福袋」に当たった場合も賞品が贈られた。

## スタッフ
- 技術協力：タワーテレビ（現・テクノマックス）
- 美術協力：ル・オブジェ・アール・スタジオ
- ディレクター：山本雅泰、西村英二郎、曽我賢一郎、渡辺松太郎
- 総合演出：上西浩之（イースト）
- プロデューサー：角井英之・成田肇（共にイースト）、伊藤成人（テレビ東京）
- 制作協力：イースト
- 製作著作：テレビ東京

## エンディングテーマ
- あなたが世界一（宇徳敬子）

## 放送局
| 放送対象地域   | 放送局           | 系列           | 放送日時           | 備考       |
| -------------- | ---------------- | -------------- | ------------------ | ---------- |
| 関東広域圏     | テレビ東京       | テレビ東京系列 | 金曜 22:00 - 22:54 | 製作局     |
| 北海道         | テレビ北海道     | テレビ東京系列 | 金曜 22:00 - 22:54 | 同時ネット |
| 愛知県         | テレビ愛知       | テレビ東京系列 | 金曜 22:00 - 22:54 | 同時ネット |
| 大阪府         | テレビ大阪       | テレビ東京系列 | 金曜 22:00 - 22:54 | 同時ネット |
| 岡山県・香川県 | テレビせとうち   | テレビ東京系列 | 金曜 22:00 - 22:54 | 同時ネット |
| 福岡県         | TXN九州          | テレビ東京系列 | 金曜 22:00 - 22:54 | 同時ネット |
| 広島県         | 広島ホームテレビ | テレビ朝日系列 | 金曜 22:00 - 22:54 | 録画ネット |
| 岐阜県         | 岐阜放送         | 独立UHF局      | 金曜 22:00 - 22:54 | 同時ネット |
| 和歌山県       | テレビ和歌山     | 独立UHF局      | 金曜 22:00 - 22:54 | 同時ネット |